# Аврюз
Аврю́з (баш. Әүрез — «ревизская, переписная») — река в Альшеевском районе Башкортостана, левый приток Дёмы.
Длина реки — 20 км (вместе с Верхним Аврюзом). Берёт начало в 2,5 км к юго-западу от деревни Верхнее Аврюзово. От истока течёт к упомянутой деревне, затем поворачивает на юго-восток. У деревни Нижнее Аврюзово вновь поворачивает на северо-восток. Далее протекает через деревню Аврюзтамак (башк. «устье Аврюза») и село Дим. От села течёт на север и впадает в Дёму по левому берегу в 231 км от её устья (немного ниже Чураево).
Основные притоки: Ишма (левый, в Верхнеем Аврюзово) и Нижний Аврюз (правый, в Нижнем Аврюзово).
Ниже Аврюзтамака река пересыхает и образует суходол.
В 1989 году во время земляных работ в 1 км к юго-западу от села Аврюзтамак на правом берегу реки Аврюз был обнаружен Аврюзтамакский клад VIII—IX веков. Найден 21 серебряный предмет согдийской художественно школы (чаши, ритон), сформировавшейся под влиянием культур сасанидского Ирана и Тюркского каганата. Часть клада была расхищена, сохранилось 11 предметов. Среди пропавших вещей из этого клада были фигуры (головы, ноги) верблюдов, на золотом кумгане был изображен верблюд. Предметы данного клада являются прямым археологическим доказательством существования культа верблюда в эпоху раннего Средневековья на территории Башкортостана.

## Данные водного реестра
По данным государственного водного реестра России относится к Камскому бассейновому округу, водохозяйственный участок реки — Дёма от истока до водомерного поста у деревни Бочкарёва, речной подбассейн реки — Белая. Речной бассейн реки — Кама.
Код объекта в государственном водном реестре — 10010201312111100024786.